# 弗拉斯塔·德佩特里索娃
弗拉斯塔·德佩特里索娃（捷克語：Vlasta Depetrisová，1920年12月20日—2003年10月23日），出生于比尔森，捷克斯洛伐克女子乒乓球运动员。她曾获得4枚世界乒乓球锦标赛金牌。